# Schechingen
Schechingen è un comune tedesco di 2 220 abitanti situato nel land del Baden-Württemberg.